# Maria Cristina của Hai Sicilie
Maria Cristina của Hai Sicilie (27 tháng 4 năm 1806 – 22 tháng 8 năm 1878) là Vương hậu Tây Ban Nha từ năm 1829 đến năm 1833 và là Nhiếp chính hậu của vương quốc từ năm 1833, khi con gái Isabel trở thành Nữ vương khi chỉ mới 2 tuổi, cho đến năm 1840. Thông qua cuộc hôn nhân ngắn ngủi với Vua Fernando VII của Tây Ban Nha, Maria Cristina đã trở thành nhân vật trung tâm trong lịch sử Tây Ban Nha trong gần 50 năm, nhờ vào việc giới thiệu mô hình chính phủ lưỡng viện dựa trên Bourbon phục hoàng ở Pháp: Quy chế Vương thất Tây Ban Nha năm 1834.